# Godfrey Kerr
Godfrey Kerr (* 10. September 1942 in Dublin) ist ein irisch-amerikanischer Radiomoderator, der sich in den 1960er Jahren um den Chicano-Rock aus Los Angeles verdient gemacht hat.
Godfrey Kerr mochte während seiner Kindheit in Irland traditionellen amerikanischen Pop, wie ihn Theresa Brewer oder Guy Mitchell sangen. Nachdem er mit seiner Familie 1954 nach Culver City, Kalifornien emigriert war, erweiterte er seinen Musikgeschmack um Rhythm and Blues. Als Aushilfe in einem Plattenladen begann er sich zudem, für Jazz zu interessieren. Nach der Highschool stieg Kerr hauptberuflich ins Musikgeschäft ein: So leitete er mehrere kleinere Plattenlabels, eröffnete einen Versandhandel für Oldie-Platten und organisierte als Promoter und MC Tanz- und Show-Veranstaltungen. Dafür buchte er zwischen 1964 und 1968 regelmäßig führende Bands des Chicano Rocks, darunter Thee Midniters, die in den Veranstaltungshallen des Barrio, East Side von Los Angeles ein Heimspiel hatten. Dazu kamen aber auch Interpreten des R&B wie Johnny Guitar Watson oder Brenda Holloway.
Am bekanntesten wurde Kerr aber als Radiomoderator und DJ unter seinem Vornamen Godfrey. Seit 1964 vertrat er bei den Sendern KRLA und KALI des Öfteren mit Dick „Huggyboy“ Hugg den neben Art Laboe wichtigsten DJ für den Chicano Rock und ererbte sich so das als besonders treu geltende Publikum der mexikanischstämmigen Bevölkerung der Metropole. Bald wechselte Godfrey zu KTYM, wo er eine werktägliche Sendung moderierte, in der er Chicano Rock und R&B-Balladen spielte.
Mitte der 1960er Jahre waren in Kalifornien der einfache Sound des Garagenrocks und Surfrocks populär. Godfrey versuchte sich daher in Kenntnis seines begrenzten Sangestalentes als Musiker. Mit den Thee Midniters veröffentlichte er eine Single auf Whittier Records, die mit dem Titel Down Whittier Blvd. eine zentrale Cruising-Strecke des Barrios besang und die ein Nachfolger des Songs Whittier Blvd. von den Midniters war. Seine zweite Single war mit The Trip ein Coverstück von Kim Fowley, das eine unzweideutige Hommage an den Konsum von LSD darstellte und daher nach öffentlichem Protest durch die entschärfte Version Let’s Take a Trip zu einem Sommerhit umgeschrieben wurde. Beide Versionen erschienen auf John Marascalcos kleinem Label Cee-Jam Records. Marascalco gewährte Godfrey auch Co-Autoren-Credits für eigene Stücke wie Something Like Mr. C der Young Lions oder nannte in als Supervisor bei Frankie Olveras Version von Huggie’s Bunnies in der Hoffnung, Godfrey würde die Titel dadurch verstärkt im Radio promoten.
Godfrey brachte auch vier Kompilations-LPs heraus, auf denen er obskure Interpreten und deren Songs zusammenstellte und in der Godfrey Presents...-Serie präsentierte.
Godfrey blieb bis 1968 bei KTYM, bis sich der feste Kern der damaligen Chicano-Bewegung aufzulösen begann, somit seine Zuhörerschaft und die Besucherzahlen seiner Tanzveranstaltungen schwanden. Nach einer kurzen Rückkehr ins Radio in den 1970er Jahren arbeitet Kerr von nun an im Schallplattenvertrieb.

## Diskografie
Singles als Interpret:
- 1965 – The Trip / Come On, Come On, Cee-Jam 3 (mit den Challengers)
- 1965 – The Trip / Let’s Take a Trip, Cee-Jam 3 (mit den Challengers)
- 1965 – Down Whittier Blvd. / Down Whittier Blvd. (Instrumental), Whittier 505 (mit Thee Midniters)

Alben als Herausgeber:
- 1965 – Godfrey Presents 18 R&B Flashbacks, Flashback 601
- 1965 – Godfrey Presents 18 R&B Flashbacks Vol. 2, Flashback 602
- 1965 – Godfrey Presents 16 Successful Sounds, Flashback 603
- 1965 – Godfrey Presents 20 Blast-backs, Blastback 401